# Han Ga-in
Han Ga-in (nacida como Kim Hyun-joo el 2 de febrero de 1982) es una actriz surcoreana. Protagonizó las series televisivas Yellow Handkerchief y Terms of Enderment en el inicio de su carrera, y pronto se volvió una cotizada modelo de anuncios. Sus proyectos en 2012 fueron muy exitosos, con el drama histórico Moon Embracing the Sun liderando los rankings de TV, y su película Architecture 101 siendo un éxito de taquilla.

## Carrera
Como estudiante de secundaria, Han Ga-in apareció en un show de concursos en la televisión y también fue capturada en imágenes de entrevistas junto a otros estudiantes. Bigwigs Entertainment la descubrió en un clip noticiero e inmediatamente fue a su escuela a ofrecerle un papel. Debutó en un anuncio de Asiana Airlines en 2002, y fue llamada para el drama Sunshine Hunting de KBS2. Posteriormente apareció en Yellow Handkerchief e hizo su debut en pantalla grande con Once Upon a Time in High School. En 2004, tomó el papel principal en Terms of Endearment y ganó el premio a Mejor Actriz en los KBS Drama Awards.
En 2005, Han actuó en Super Rookie,  una sátira sobre la cultura corporativa y el desempleo en Corea entre la generación más joven del país. Estableció sólidos índices de audiencia en un rango del 20%, y le otorgó a Han el Premio de Excelencia en los MBC Drama Awards. El drama reportó buen recibimiento por el público japonés y contribuyó a la popularidad de Han en el país. Esto estuvo seguido por sus papeles principales en Dr. Kkang y Witch Yoo Hee.
Después de terminar Witch Yoo Hee en 2007, Han criticó públicamente al director y escritores del drama por la pobre calidad. Tuvo una pausa en su carrera por tres años luego de esto,apareciendo solo en anuncios. Pronto se volvió una de las caras más cotizadas en la industria comercial de TV, Han luchó por vencer su estricta imagen de cara bonita más que una actriz seria. Durante la última década de apariciones en dramas, la popular actriz interpretó varios personajes de carácter familiar pero su desempeño no sorprendió a las audiencias.
Principalmente conocida como "CF star" (estrella de comerciales) Han quiso cambiar esa idea equivocada con su retorno en 2010. En Bad Guy,  intentó transformar su imagen de chica pura e inocente en una mujer materialista quién sueña con subir su estatus social.
2012 fue el año más exitoso en la carrera de Han hasta ahora. Primero protagonizó el drama histórico, Moon Embracing the Sun, en donde fue la heroína, una mujer amable con amnesia que se convirtió en chamán. El drama no sólo fue número uno durante su horario de emisión sino que alcanzó un rating de audiencia del 42.2%, ganando el estatus de "drama nacional". Esto fue seguido de su papel principal en la película Architecture 101, el cual consiguió alabanzas y estableció un nuevo récord como el melodrama coreano con mayores ingresos. Ella considera a este último personaje como el más cercano a su personalidad en la vida real.
Han estuvo con J. One Plus Entertainment desde 2009 hasta 2011, y cuándo su contrato expiró,  firmó con la agencia de Lee Byung-hun, BH Entertainment en diciembre del 2012.
En 2018, volvió a la pantalla chica luego de seis años en el thriller de misterio Mistress.

## Vida personal
Se casó con el actor Yeon Jung-hoon el 26 de abril de 2005; anteriormente protagonizaron juntos la serie de televisión Yellow Handkerchief en 2003. Después de sufrir un aborto espontáneo en 2014, su agencia confirmó en noviembre de 2015 que Han estaba embarazada de 6 meses. El 13 de abril de 2016, dio luz a una niña, su primera hija. En mayo de 2019 la pareja anunció que le habían dado la bienvenida a su primer hijo.

## Filmografía

### Series de televisión
| Año  | Título                 | Papel            | Red  |
| ---- | ---------------------- | ---------------- | ---- |
| 2002 | Sunshine Hunting       | Joo-young        | KBS2 |
| 2003 | Yellow Handkerchief    | Cho Sun-joo      | KBS1 |
| 2004 | Terms de Endearment    | Kang Eun-pa      | KBS2 |
| 2005 | Super Rookie           | Lee Mi-ok        | MBC  |
| 2006 | Dr. Kkang              | Kim Yoo-na       | MBC  |
| 2007 | Witch Yoo Hee          | Ma Yoo-hee       | SBS  |
| 2010 | Bad Guy                | Moon Jae-in      | SBS  |
| 2012 | Moon Embracing the Sun | Huh Yeon-woo/Wol | MBC  |
| 2018 | Mistress               | Jang Se-yeon     | OCN  |

### Películas
| Año  | Título                          | Papel         |
| ---- | ------------------------------- | ------------- |
| 2004 | Once Upon a Time in High School | Eun-joo       |
| 2012 | Architecture 101                | Yang Seo-yeon |

### Vídeos musicales
| Año  | Título de canción      | Artista       |
| ---- | ---------------------- | ------------- |
| 2005 | "Only Wind, Only Wind" | SG Wannabe    |
| 2012 | "Yeosu Night Sea"      | Busker Busker |

### Espectáculos de variedad
| Año  | Título               | Red  | Notas                 |
| ---- | -------------------- | ---- | --------------------- |
| 2003 | Comedy Town          | SBS  |                       |
| 2003 | Entertainment Weekly | KBS2 | Anfitriona            |
| 2012 | Running Man          | SBS  | Invitada, episodio 87 |

## Premios y nominaciones
| Año  | Premio                               | Categoría                                     | Serie/Película                  | Resultado |
| ---- | ------------------------------------ | --------------------------------------------- | ------------------------------- | --------- |
| 2003 | KBS Drama Awards                     | Mejor Actriz Nueva                            | Yellow Handkerchief             | Ganadora  |
| 2004 | 40th Baeksang Arts Awards            | Actriz Más Popular (Película)                 | Once Upon a Time in High School | Ganadora  |
| 2004 | 25th Blue Dragon Film Awards         | Mejor Actriz Nueva                            | Once Upon a Time in High School | Nominada  |
| 2004 | 3rd Korean Film Awards               | Mejor Actriz Nueva                            | Once Upon a Time in High School | Nominada  |
| 2004 | KBS Drama Awards                     | Premio de Excelencia, Actriz                  | Terms de Endearment             | Ganadora  |
| 2004 | KBS Drama Awards                     | Premio a mejor pareja con Song Il-gook        | Terms de Endearment             | Ganadora  |
| 2005 | MBC Drama Awards                     | Premio de Excelencia, Actriz                  | Super Rookie                    | Ganadora  |
| 2012 | 7th Seoul International Drama Awards | Actriz Coreana Destacada                      | Moon Embracing the Sun          | Nominada  |
| 2012 | 1st K-Drama Star Awards              | Premio de Excelencia, Actriz                  | Moon Embracing the Sun          | Nominada  |
| 2012 | MBC Drama Awards                     | Premio de Excelencia, Actriz en una Miniserie | Moon Embracing the Sun          | Ganadora  |